# غوردون بيثيون
غوردون بيثيون (بالإنجليزية: Gordon Bethune)‏ هو شخصية أعمال أمريكي، ولد في 29 أغسطس 1941 في سان أنطونيو في الولايات المتحدة.

## وصلات خارجية
- غوردون بيثيون على موقع إن إن دي بي (الإنجليزية)